# Буш, Алан Дадли
Алан Дадли Буш (англ. Alan Dudley Bush; 22 декабря 1900, Лондон — 31 октября 1995, Уотфорд, Восточная Англия) — британский композитор, музыковед, пианист и общественный деятель.

## Биография
Родился в зажиточной семье среднего класса, прадед Буша основал успешное химическое производство. В 1918—1922 гг. учился в Королевской академии музыки у Фредерика Кордера (композиция) и Тобайаса Маттея (фортепиано); завоевал ряд студенческих призов и премий. В студенческие годы написал первые фортепианные пьесы зрелого характера и черновую редакцию ранней оперы «Последние дни Помпеи», которую впоследствии уничтожил. По окончании курса продолжал частным образом изучать композицию под руководством Джона Айрленда (вплоть до 1927 г.). Как пианист несколько лет совершенствовал своё мастерство у Бенно Моисеивича, во второй половине 1920-х гг. занимался в Берлине у Артура Шнабеля.
В 1925—1954 гг. преподавал в Королевской академии музыки гармонию и композицию. Основал (1936) Рабочую музыкальную ассоциацию Англии, с 1941 года её почётный президент. Неоднократно посещал СССР с гастролями. Обрабатывал на современный лад народные английские песни, а также написал несколько десятков песен для эстрадного исполнения. В качестве музыковеда писал статьи по истории музыки в целом. Среди учеников А.Буша были Маррилл Х., Боуман О., Уинтерс Дж., Лонг Н., Бхатия В., Манро А., Уэлш Т., Бакстер Т. В 1982 году А.Буш посетил пещеры Ласко. Это посещение вдохновило его на написание симфонии, соч. 94, с подзаголовком "Ласко". Премьера этой симфонии (его последнего крупного оркестрового произведения) состоялась 25 марта 1986 года в Манчестере в исполнении филармонического оркестра Би-би-си под управлением Эдварда Даунса.

## Сочинения

### Кантанты
- 1946 — Зимнее путешествие
- 1952 — Голоса пророков

### Оперетты
- 1953 — Вербовщики (для детей)

### Оперы
- 1953 — Уот Тайлер
- 1956 — Люди из Блекмура
- 1962 — Сборщики сахарного тростника
- 1964 — Дочь паромщика (для детей)
- 1965-1967 Джо Хилл, человек, который никогда не умрет.

### Балеты
- 1934 - Люди и машины.
- 1935 - Его война или ваша.
- 1935 - Мнение.

### Симфонии
- 1940, 1949 — Ноттингемская
- 1945 — Фантазия на советские темы
- 1960 — Симфония № 3 "Памяти Байрона"
- 1983 - Симфония №4 "Ласко симфония"

### Камерная музыка
- 1929 - "Диалектика" для струнного квартета.оп.15.